# Carlo Antonio Carlone
Carlo Antonio Carlone (cerca de 1635 em Scaria, Itália ; † 3 de maio de 1708 em Passau ) foi um mestre construtor lombardo do período barroco, conhecido por ter reconstruído várias abadias da Alta Áustria no século XVII, onde passou toda a vida.